# Chemin de la Levrette
Le chemin de la Levrette (en occitan : camin de la Lebreta) est une voie de Toulouse, chef-lieu de la région Occitanie, dans le Midi de la France.

## Situation et accès

### Description
Le chemin de la Levrette est une voie publique. Il se trouve au cœur du quartier de Lalande, dans le secteur 3 - Nord.
La chaussée compte une seule voie de circulation automobile à double sens. Elle appartient à une zone 30 et la vitesse y est limitée à 30 km/h. Il n'existe pas d'aménagement cyclable.

### Voies rencontrées
Le chemin de la Levrette rencontre les voies suivantes, dans l'ordre des numéros croissants :
1. Avenue des États-Unis
2. En impasse

## Odonymie
Au XIXe siècle, le chemin avait déjà ce nom : il lui vient d'une métairie, dont le domaine agricole était desservi par le chemin. Elle était connue comme la ferme du Levreau (lebret, « levreau » en occitan) ou de la Levrette (lebreta, « levrette» en occitan). L'homophonie comique de ce nom explique que la plaque de rue soit régulièrement volée.

## Histoire

### XIXesiècleet première moitié duXXesiècle
Au XIXe siècle, le chemin de la Levrette n'est qu'un étroit chemin, long de 440 mètres environ qui, en se séparant de la route de Paris (actuelle avenue des États-Unis) au niveau de la maison du garde-barrière (actuel no 50 impasse des États-Unis), longe les voies ferrées de la ligne de Bordeaux à Toulouse. Le chemin permet de desservir plusieurs maisons et fermes qui se trouvent prises dans un triangle formé par le canal latéral à la Garonne à l'ouest, les voies ferrées à l'est et le chemin de la Glacière (actuelles impasse et rue de la Glacière) au sud.

### Deuxième moitié duXXesiècleetXXIesiècle
En 1954, un projet de réaménagement de l'entrée nord de la ville décide de la création de deux voies nouvelles : une nouvelle route au nord, permettant de relier directement l'avenue des États-Unis à l'avenue de Fronton – l'avenue Jean-Zay –, et une nouvelle route à l'ouest, permettant de déplacer l'avenue des États-Unis afin de permettre le franchissement des voies ferrées sans passer par le passage à niveau. La construction d'un viaduc provoque le déplacement de l'avenue des États-Unis plus à l'ouest, tandis qu'une partie au sud des voies ferrées est mise en impasse (actuelle impasse des États-Unis), tandis que la partie au nord de ces voies est reliée et absorbée par le chemin de l'Église-de-Lalande. Parallèlement, le tracé du chemin de la Levrette est modifié afin de longer désormais la nouvelle avenue des États-Unis, qu'il rejoint au niveau du no 279.
Entre 1978 et 1980, l'arrivée de l'autoroute A62 et la construction de la rocade ouest (actuel périphérique) s'accompagnent d'une réorganisation du plan de transports du nord toulousain autour du nouvel échangeur de Sesquières/Lalande. À la suite de la construction du pont routier de Lalande qui, en franchissant le canal latéral à la Garonne et les voies de chemins de fer, permet de relier l'avenue des États-Unis au périphérique par l'échangeur de Sesquières/Lalande, et au chemin de la Glacière par la rue du Pôle, le chemin de la Levrette se trouve une nouvelle fois interrompu. C'est donc en 1979 qu'il prend son tracé actuel qui lui permet de passer sous le pont routier de Lalande.

## Patrimoine et lieux d'intérêt
- no  35 : maison toulousaine.
- no  45 : ferme (premier quart du XXe siècle)[5].